# Toni Nieminen
Toni Nieminen, finski smučarski skakalec, * 31. maj 1975, Lahti, Finska.

## Uspehi
Svoje največje uspehe je Finec z deškim obrazom osvojil zelo zgodaj, že pri 17 letih je postal prvak na veliki skakalnici na olimpijskih igrah v Albertvillu leta 1992, na isti napravi pa je osvojil še zlato s finsko ekipo ter bron na mali skakalnici.
V sezoni 1991/92 je bil zmagovalec Novoletne turneje.
Leta 1994 je v Planici kot prvi človek poletel čez 200 metrov (natančneje 203 m) ter se obdržal na nogah.
Kasneje se v svetovnem pokalu ni najbolje uveljavil, dosegal je zelo povprečne rezultate. Proti koncu kariere je skakal samo v celinskem (kontinentalnem) pokalu. Upokojil se je po sezoni 2004/05.

## Dosežki

### Zmage
Nieminen je v svetovnem pokalu dosegel 9 zmag:
| Sezona  | Država/Prizorišče |
| ------- | ----------------- |
| 1991/92 | Thunder Bay       |
| 1991/92 | Oberstdorf        |
| 1991/92 | Innsbruck         |
| 1991/92 | Bischofshofen     |
| 1991/92 | Lahti             |
| 1991/92 | Lahti             |
| 1991/92 | Trondheim         |
| 1991/92 | Oslo              |
| 1994/95 | Kuopio            |